# Етобон
Етобон (фр. Etobon) насеље је и општина у источној Француској у региону Франш-Конте, у департману Горња Саона која припада префектури Лир.
По подацима из 2011. године у општини је живело 306 становника, а густина насељености је износила 24,96 становника/km². Општина се простире на површини од 12,26 km². Налази се на средњој надморској висини од 465 метара (максималној 585 m, а минималној 343 m).

## Демографија
| 1962. | 1968. | 1975. | 1982. | 1990. | 1999. | 2011. |
| ----- | ----- | ----- | ----- | ----- | ----- | ----- |
| 212   | 213   | 210   | 230   | 218   | 264   | 306   |

График промене броја становника у току последњих година